# Erődi-Harrach Béla (cserkészvezető)
Erődi-Harrach Béla (Tápiósüly, 1913. szeptember 4. – Budapest, 2007. március 18.) magyar közgazdász, cserkészvezető.

## Életpályája
Középiskolai tanulmányait a Budai Ciszterci Szent Imre Gimnáziumban végezte, ahol 1931-ben érettségizett. 
Katonai szolgálata után tanulmányait a József nádor Műszaki és Gazdaságtudományi Egyetem Közgazdaságtudományi Karán folytatta, 1937-ben doktori fokozatot szerzett. Ezt követően francia állami ösztöndíjjal egy évig tanulmányozta Franciaországban a családvédelmi politikát, majd hazatérve a belügyminisztérium alkalmazásában Veszprém vármegye szociális tanácsadója lett. A sokgyermekes családok életkörülményeinek javításával foglalkozott.
1940-46-ig összesen öt miniszter és két államtitkár személyi titkára volt. 1942-43-ban a kolozsvári Miniszterközi Bizottságban a közellátási miniszter képviselője volt. 1947-48-ban az Egyesült Nemzetek Élelmezésügyi és Mezőgazdasági Szervezete titkárságán dolgozott első beosztottként.
Később több mezőgazdasági és vízgazdálkodási intézetnél végzett szakirányú kutatásokat. 1973-ban ment nyugdíjba. 
Folyékonyan írt-olvasott-beszélt angolul, németül, franciául és olaszul.
Munkája során megismerkedett a cigányság problémáival, később tanulmányt írt a cigány integrációról, amelynek egyik fontos pilléreként emelte ki a cserkészet missziós jellegét, így a roma gyerekek cserkésszé nevelését, amelynek segítségével megkaphatják mindazon lehetőségeket és elsajátíthatják azon kompetenciákat, melyek ezen társadalmi réteg felemelkedését illetve a társadalomba való beilleszkedést elősegíthetik.

## A cserkészvezető
1924-ben lett cserkész a 25. számú Szent Imre cserkészcsapatban. Őrsvezetői, cserkészsegédtiszti, majd cserkésztiszti képesítést is szerzett, miközben maga is vezető-kiképző lett. Több alkalommal személyesen is találkozott Robert Baden-Powellel, a cserkészet alapítójával. Részt vett az 1929-es birkenheadi, és az 1933-as gödöllői dzsemborin.
1989-ben egyedül alapította és szervezte újjá egykori középiskolájában a 25. számú Szent Imre cserkészcsapatot. Az ezredfordulón hozta létre a Közép-európai Cserkészpark Alapítványt és alapította meg Csobánkán a Közép-Európai Cserkészparkot, azzal a céllal, hogy kulturális találkozóhelye és szellemi műhelye legyen a közép-európai ifjúságnak, elsősorban a cserkészeknek.